# Sophie Junker
Sophie Junker (Verviers, 1985) és una soprano belga, especialitzada en música i òpera barroca.
Sophie Junker va iniciar la seva formació en cant amb el seu pare. Després es va formar a l'Institut de Música i Pedagogia (IMEP) de Namur (Bèlgica), on va obtenir la llicenciatura de cant. Amb l'ajuda de les beques Thirionet i la fundació Spes, va fer pràctiques a Dinamarca i després es va incorporar a la Royal Academy of Music. El 2010 va guanyar el Concurs Händel de Londres i, el 2012, el Concurs internacional Cesti del Festival de Música Antiga d'Innsbruck.
És cantant de la catedral de Lieja i actua regularment a l'òpera de la ciutat. El 2014 va ser solista durant la «nit de Handel» sota la direcció de Jordi Savall- El 2016, va participar en la inauguració del teatre isabelí al Château d'Hardelot amb el conjunt Vox Luminis.

## Discografia
Entre les seves gravacions destaquen una Esther de Haendel, un disc amb fragments de Charpentier i Carissimi, L'Épreuve villageoise de Grétry, un recull de les cantates profanes de Bach i el recull d'àries de Handel «La Francesina».